# Buran
Buran ((russisk): Буран for 'snestorm') var det sovjetiske rumfærgeprogram som svar på det amerikanske rumfærgeprojekt. Sovjetiske ledere var overbevist om, at det amerikanske rumfærgeprojekt ville kunne anvendes til militære formål og derved påvirke den kolde krigs magtbalance.
Buran var det største og dyreste projekt i sovjetisk rumfartshistorie. Buran fløj kun ubemandet i rummet én gang, i 1988, før programmet blev stoppet i 1993.
Flere andre rumfærger blev mere eller mindre færdigbygget; Ptitjka ((russisk): Птичка for 'lille fugl') fra 1990 og tre unavngivne. Som en aprilsnar havde Vadim Lukasjevitj i 2000 fremstillet en hjemmeside med falske billeder af rumfærgen Bajkal (Байкал for 'natur', som i Bajkalsøen).